# Izvoru Crișului
Izvoru Crișului (en rumano) o Körösfő (en húngaro), es una comuna Rumania, en el distrito de Cluj. Su población en el censo de 2002 era de 1.662 habitantes.

## Imágenes

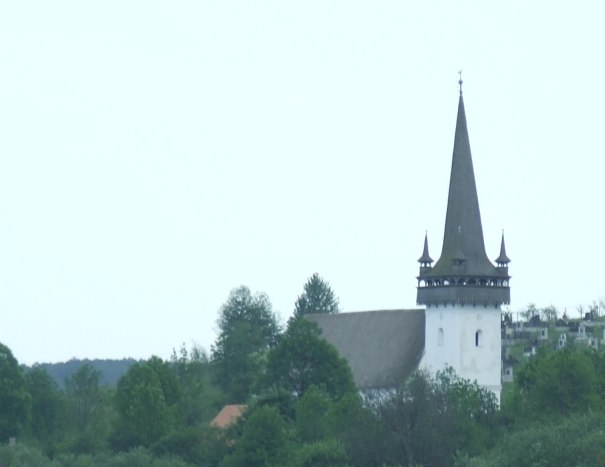
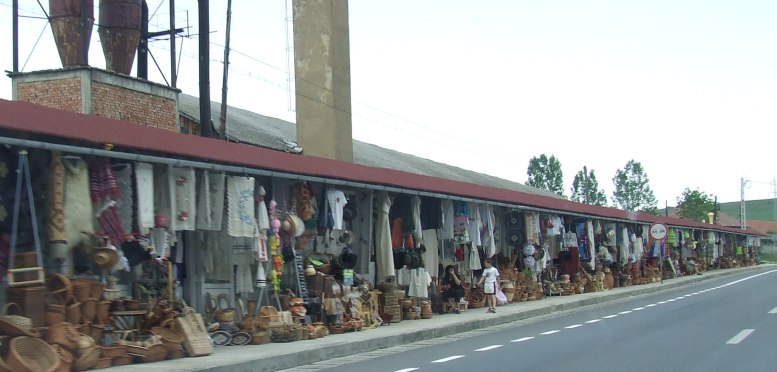
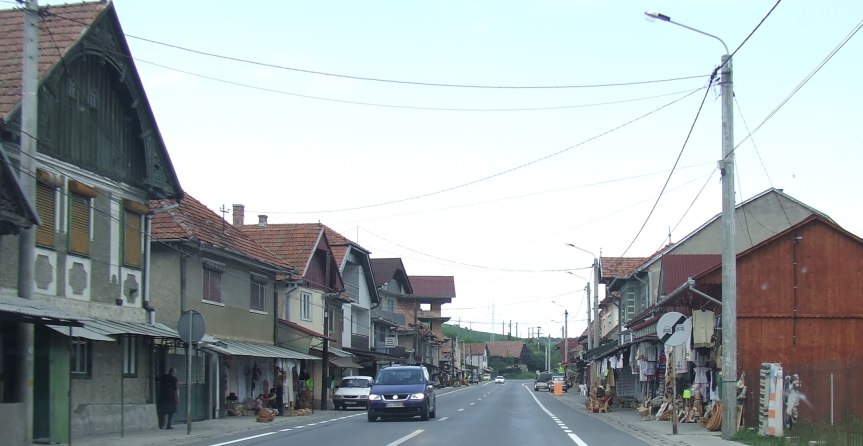
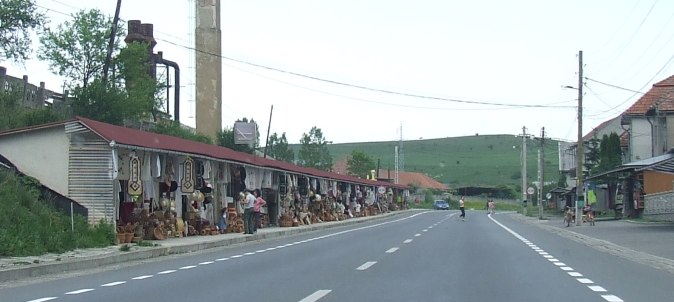

- Wikimedia Commons alberga una categoría multimedia sobre Izvoru Crișului.

- Datos: Q12724885
- Multimedia: Izvoru Crişului / Q12724885

1. ↑  Worldpostalcodes.org,código postal n.º 407340.